# حبیب بن مسلمه
حبیب بن مَسْلَمه (؟ – ۴۲ هجری) از سرداران مشهور صدر اسلام است. تاریخ ولادت او مشخص نیست و دربارهٔ صحابی بودن یا نبودن او نیز اختلاف نظر است. در روایاتی آمده که او در غزوات شرکت کرده و حتی از پیامبر حدیث نقل کرده‌است. بنا بر روایاتی دیگر، او هنگام درگذشت محمد، ۲ ساله بوده پس توانایی درک او را نداشته و صحابی به شمار نمی‌آید.
حبیب مدتی طولانی به فعالیت‌های جنگی در شام مشغول بود و به علت رفت‌وآمدهای مکررش به آنجا به «حبیب‌الروم» مشهور شد. فعالیت‌های جنگی او در ارمینیه و گرجستان نیز عمدتاً موفق بودند.
حبیب از یاران خاص معاویة بن ابی‌سفیان بود. معاویه او را هنگام محاصرهٔ عثمان بن عفان، به یاری خلیفه فرستاد اما در نیمهٔ راه خبر قتل او را شنید و به شام بازگشت. او فرمانده جناح چپ معاویه در نبرد صفین بود. پیش از بروز جنگ، معاویه او را نزد علی بن ابی‌طالب فرستاد. حبیب، علی و یارانش را به قتل عثمان متهم کرد و خواستار تحویل قاتلان برای قصاص شد. او از علی خواست که از زمامداری مردم کناره‌گیری کند تا شورایی برای انتخاب خلیفه تشکیل شود. علی خشمگین شد و گفت: «ساکت باش! تو کیستی که عزل و نصب می‌کنی؟ تو حق و شایستگی چنین امری را نداری». حبیب از جمله یاران معاویه بود که علی در نماز آن‌ها را لعن کرد.
پس از رسیدن معاویه به خلافت، حبیب به سمت والی ارمینیه دست یافت و اندکی بعد همانجا درگذشت.